# 騎士 (アルカン)
演奏会用練習曲「騎士」(Le preux, étude de concert)作品17は、シャルル＝ヴァランタン・アルカンによって作曲されたピアノ独奏曲。1844年に出版され、アデール・ジャンヴィエ夫人に献呈された。

## 概要
この曲は難曲が多いアルカンの楽曲の中でも、特に難易度が高いことで有名となっている曲の一つである。相当な跳躍や右手の細かい高速なパッセージ、両手で交互に繰り出す和音連打など、演奏を困難とさせる要素が多数含まれている。さらには、厚みのあるオクターブ和音で高速な移動を要求したりと演奏者にとっては限りなく不可能に近い曲となっている。そのため、ただ技巧を見せびらかせる曲であるという意見もあるものの、非常に速いパッセージの中からきちんとメロディーが浮き出てくるように作曲されており、面白みのある曲だともいえる。
「とても（速く） Carrément」、4分の4拍子、変ロ長調。A-B-A-C-A-C-A-B-コーダという拡張されたロンド形式で、演奏時間は約6分。
最後には両手オクターブと共に「右足ペダルを踏みっぱなしに」という指定がなされ、圧倒的な轟音と共に終結する。

## 出版
- Bureau Central de Musique社

## 録音
難易度の高さから演奏される機会は稀であり、録音は金澤攝による世界初録音、他にはローラン・マルタンの録音が存在している程度である。また自動演奏ながら、ミヒャエル・ナナサコフによるものは、コンピュータ出力のため技巧的には完成度の高さが維持された演奏として有名である。